# Pietro Rosano
Pietro Rosano (Napoli, 25 dicembre 1846 – Napoli, 9 novembre 1903) è stato un politico e avvocato italiano.

## Biografia
Sostenitore dello statista di Mondovì Giovanni Giolitti, fu deputato al Parlamento rappresentando il collegio di Aversa quasi ininterrottamente dall'ottobre 1882 al 1903, sottosegretario al ministero dell'Interno (1892-93) e ministro delle finanze del Regno d'Italia nel secondo esecutivo guidato dallo statista piemontese, che prima di lui aveva pensato, per l'incarico, ad esponenti della sinistra.
Fu penalista principe, la sua parola penetrante e affascinante, vinse in tutti i tribunali d'Italia e nei processi più difficili. Cognato dell'avvocato e filantropo Gaspare Colosimo, fu allievo dell'avvocato e sindaco di Napoli Nicola Amore.
Poco dopo che il governo Governo Giolitti II ottenne la fiducia alla Camera dei deputati, socialisti, repubblicani e radicali lanciarono contro di lui una campagna di attacchi personali e Rosano, non abituato a tali aspri scontri politici, si suicidò proclamando la sua innocenza.
La città di Aversa gli ha intitolato una strada ed eretto un monumento marmoreo nella Villa comunale.

## Curiosità
Erroneamente le biografie riportano Pietro Rosano nato ad Aversa. Invece nacque a Napoli il 25 dicembre 1846 in via Ventaglieri 12 come riportato nell'unico libro-biografia Il giglio e la sua ombra di Allegro Fortunato, ex docente di Storia e Filosofia nei licei. Nacque da Giuseppe Rosano, originario di Caivano, e da Marianna Vinci. 
Insieme a Giovanni Battista Cassinis, guardasigilli piemontese, il Rosano fu il secondo ministro in carica, morto suicida dalla costituzione del Regno d'Italia.